# Colchester Zoo
Koordinaten: 51° 51′ 45,8″ N, 0° 50′ 4,1″ O
Der Colchester Zoo ist ein Zoo, der sich in Colchester in der Grafschaft Essex in England befindet. Die Innenstadt von London liegt in einer Entfernung von rund 75 Kilometern im Südwesten. Der Zoo ist Mitglied bei der World Association of Zoos and Aquariums (WAZA), der European Association of Zoos and Aquaria (EAZA), der British and Irish Association of Zoos and Aquariums (BIAZA) sowie der International Zoo Educators Association (IZEA). Er wird jährlich von rund einer Million Gästen besucht.

## Geschichte
Bevor der Zoo existierte, stand ein Stanway Hall genanntes Anwesen auf dem Gelände, dessen ehemalige Halle 1731 erbaut wurde. Die Haupthalle steht nicht mehr, hingegen sind noch andere alte Gebäudeteile erhalten, die derzeit als Büros für den Zoo genutzt werden.
Erste Ideen für einen Zoo ergaben sich, als Frank und Helena Farrar Interesse für einen Tierpark zeigten. Frank, ein Immobilienmakler hatte als Teenager bereits bei seinem Vater in einem Zoo gearbeitet. Das Ehepaar eröffnete 1953 einen kleinen Tierpark in Southport. Dieser war mit rund vier Hektar jedoch klein und geografisch ungünstig gelegen, sodass die Farrars einen günstigeren Standort suchten. Zufällig stieß Helena Anfang der 1960er Jahre bei einer Reise nach Essex auf das zum Verkauf angebotene Gelände um Stanway Hall. Mit einer Fläche von ca. 10 Hektar entsprach es ihren Erwartungen und es enthielt auch Freiflächen und kleine Seen. So kauften die Farrars das Gelände, zogen mit ihren Tieren um und eröffneten den Zoo, der zunächst Stanway Hall Zoo Park genannt wurde, am 2. Juni 1963. An den ersten beiden Tagen strömten bereits 12.000 Besucher in den Zoo.
Als in den 1970er Jahren die Wirtschaftskraft in Großbritannien zurückging und durch andere Zoos eine bedeutende Konkurrenz erwuchs, nahmen die Besucherzahlen stark ab. 1983 wurde der Zoo von Dominique und Angela Tropeano aufgekauft. Angela Tropeano ist die Nichte der Farrars. Auf dem nun Colchester Zoo genannten Gelände wurden in den folgenden Jahren dringend erforderliche Modernisierungsarbeiten durchgeführt und neue Tiere angeschafft. Es waren auch Rückschläge zu verkraften. So musste der Zoo 2001 wegen einer Maul- und Klauenseuche-Epidemie und 2020/21 aufgrund der COVID-19-Pandemie zeitweise schließen. 2023 konnte hingegen das 60-jährige Jubiläum des Zoos festlich begangen werden.

## Anlagenkonzept und Tierbestand
Das Gelände ist in mehrere Abschnitte unterteilt, die eine Kombination von Tierhäusern und Freianlagen darstellen. Neben den Anlagen für die Tiere gibt es auch Kinderspielplätze, ein Picknick-Gelände, Restaurants und Souvenirläden. Im Zoo leben rund 180 Tierarten aus allen Kontinenten. Schwerpunkte sind die Haltung von Primaten und Raubtieren. Die 1998 gebauten Anlagen für Elefanten sind die ausgedehntesten im Zoo und umfassen ein etwas über 700 Quadratmeter großes Elefantenhaus mit angeschlossenen fast 7500 Quadratmeter großen Freianlagen.

## Zucht-, Arterhaltungs- und Sonderprogramme
Der Colchester Zoo beteiligt sich aktiv an 67 Zuchtprogrammen zum Erhalt gefährdeter Arten sowie an 11 Schutzprogrammen (Stand 2023). Arterhaltungsprogramme werden auch an Universitätsstudenten vermittelt.
Der Zoo beteiligt sich beispielsweise an dem lokalen Naturschutzprojekt zum Erhalt einer Unterart der Haarstrangwurzeleule (Fisher’s Estuarine Moth) (Gortyna borelii lunata). Dabei werden die Raupen dieser Schmetterlingsart in Zusammenarbeit mit Natural England, dem Essex Wildlife Trust, dem National Trust und dem Tendring District Council im Zoo gezüchtet und an geeigneten Stellen ausgesetzt.
In Zusammenarbeit mit weiteren Organisationen entwickelt der Colchester Zoo ein Frühwarnsystem, das Landwirte auf das Erscheinen wilder Elefanten frühzeitig hinweisen soll. Dazu werden spezielle Wärme- und  Figurenerkennungskameras eingesetzt. Die Kameras wurden so programmiert, dass sie das Aussehen und die Gestalt von Elefanten erkennen. Im Rahmen von Feldversuchen werden die Spezialkameras in Afrika und Asien eingesetzt.

## Umweltschutz
Aufgrund der starken Ansammlung von Plastikmüll in den Ozeanen und in der gesamten Umwelt, haben sich die Mitglieder der British and Irish Association of Zoos and Aquariums verpflichtet, Maßnahmen zu ergreifen, um dieses Problem angehen. Der Colchester Zoo hat sich bereit erklärt, die Verwendung von Plastikmaterialien zu verringern und Mitarbeiter und Besucher zu ermutigen, zur Reduzierung von Kunststoff- und Verpackungsmaterial im Alltag beizutragen.

## Galerie
Die nachfolgende Bildauswahl zeigt einige Tiere aus dem Bestand des Colchester Zoos:

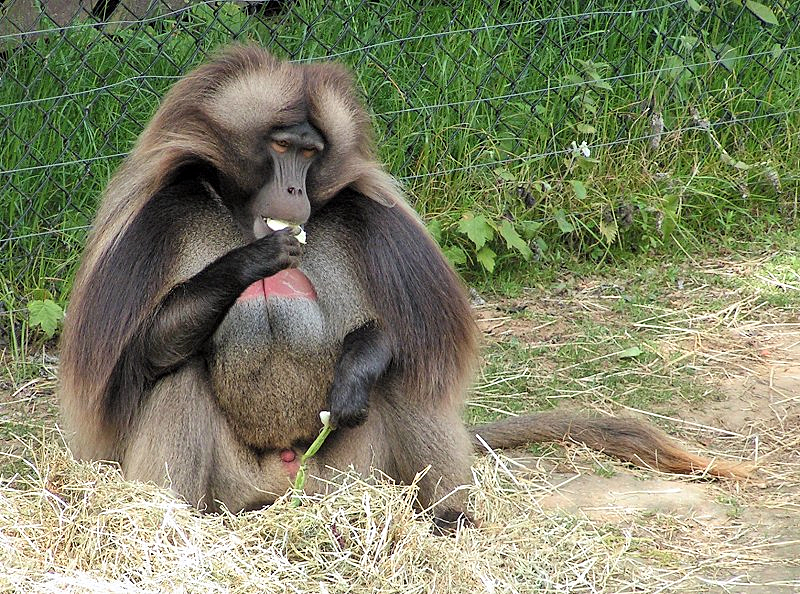
Dschelada, Männchen
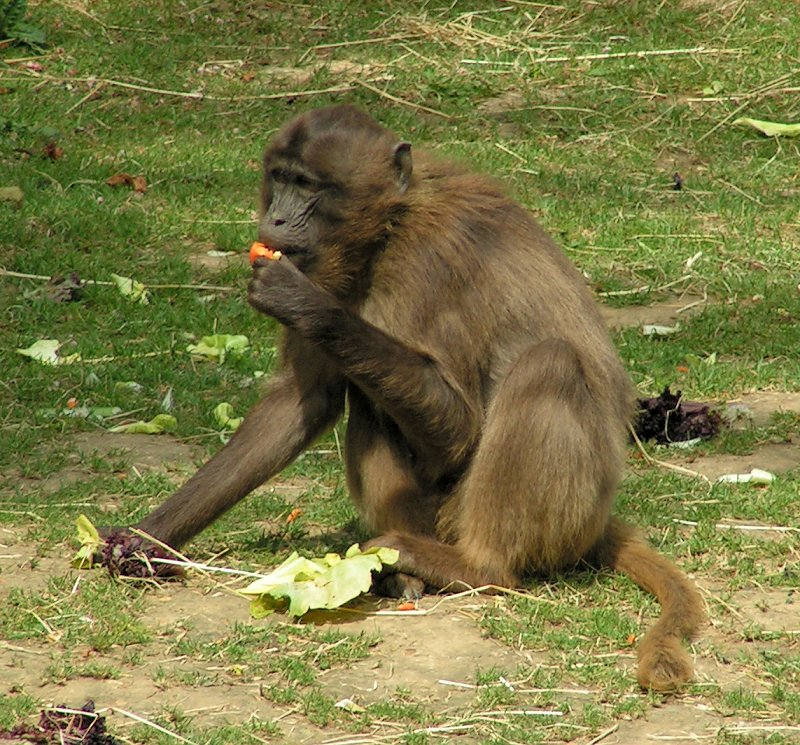
Dschelada, Weibchen
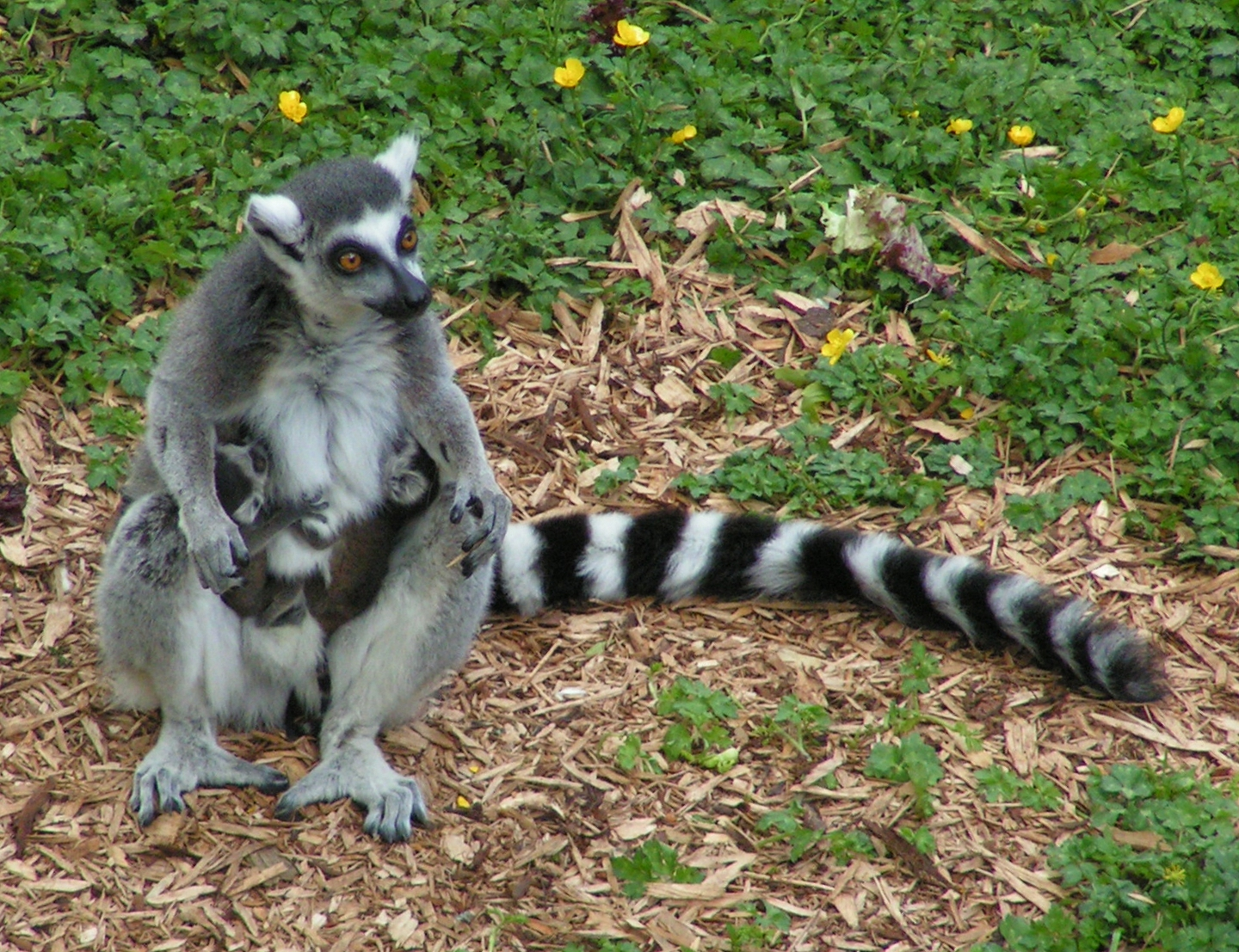
Katta mit Zwillingen
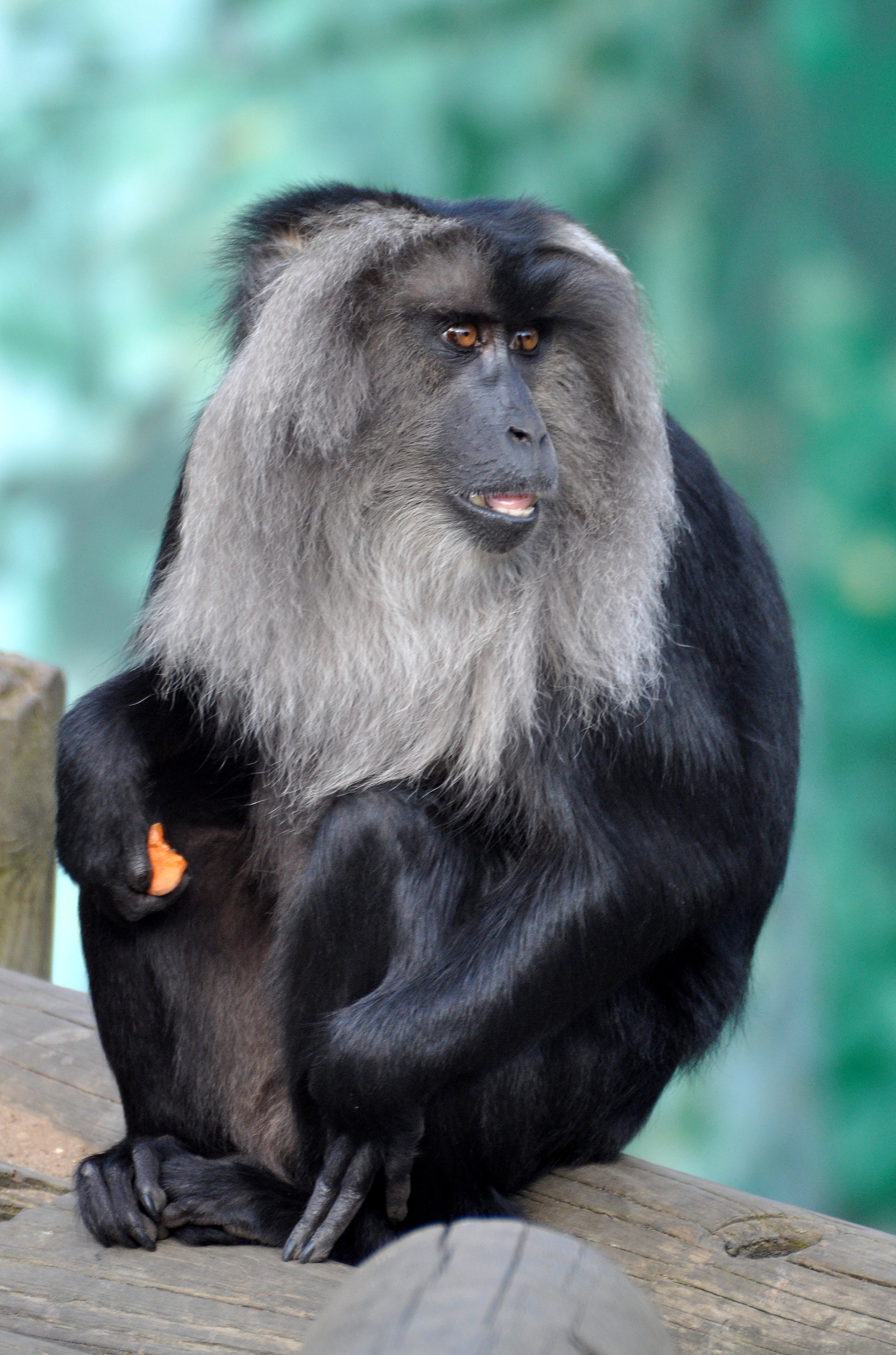
Bartaffe
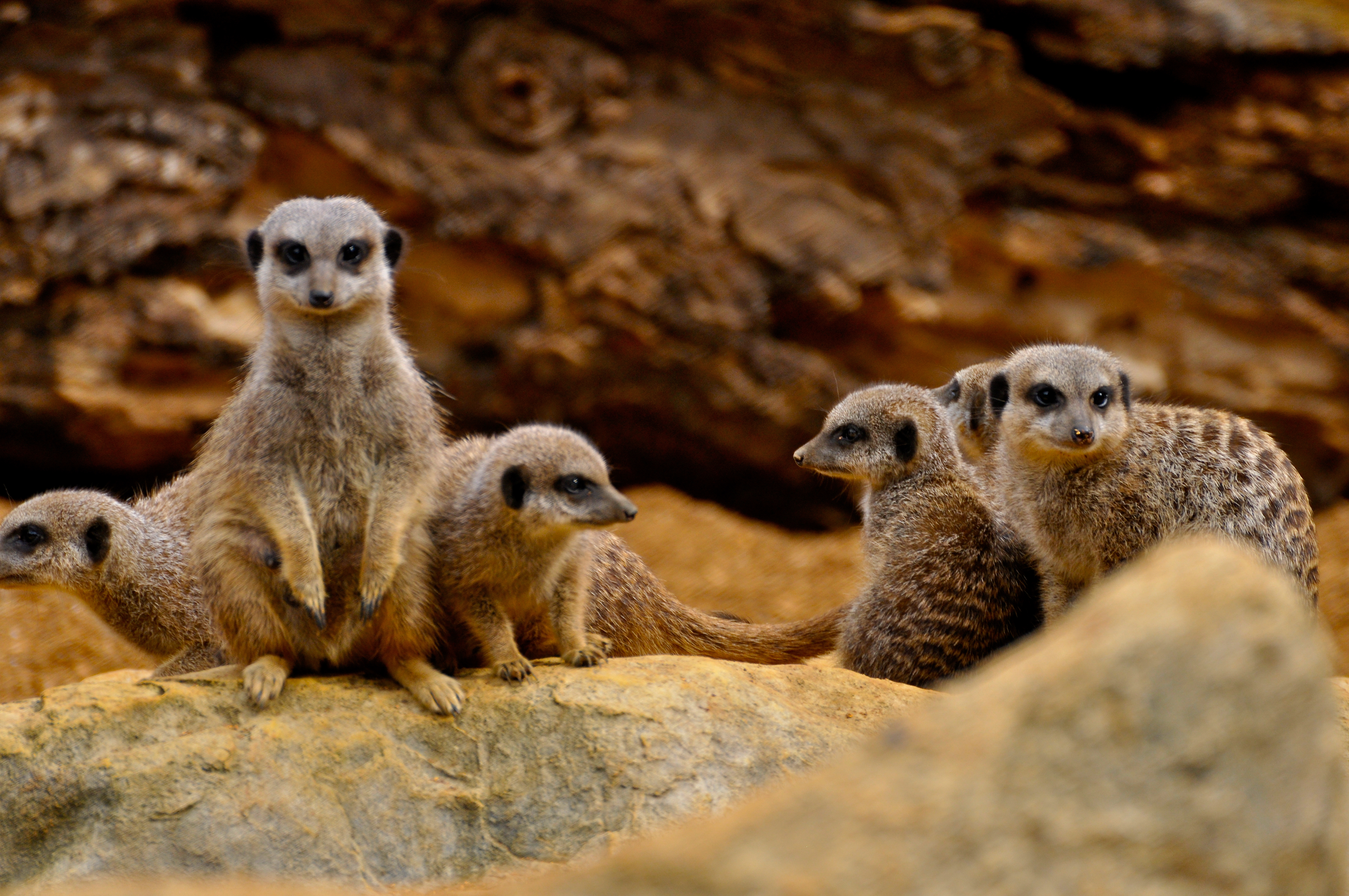
Erdmännchenfamilie
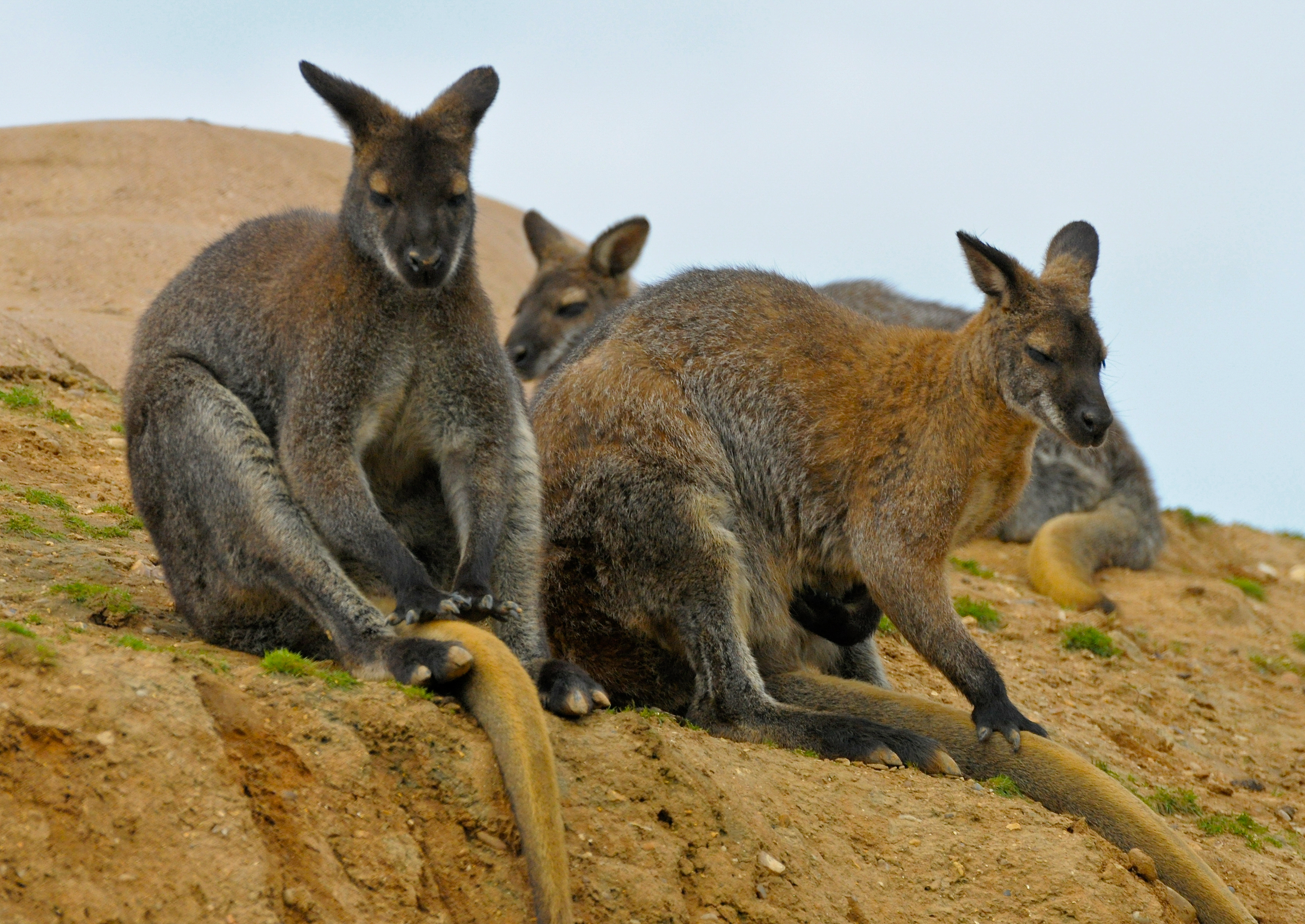
Rotnackenwallabys
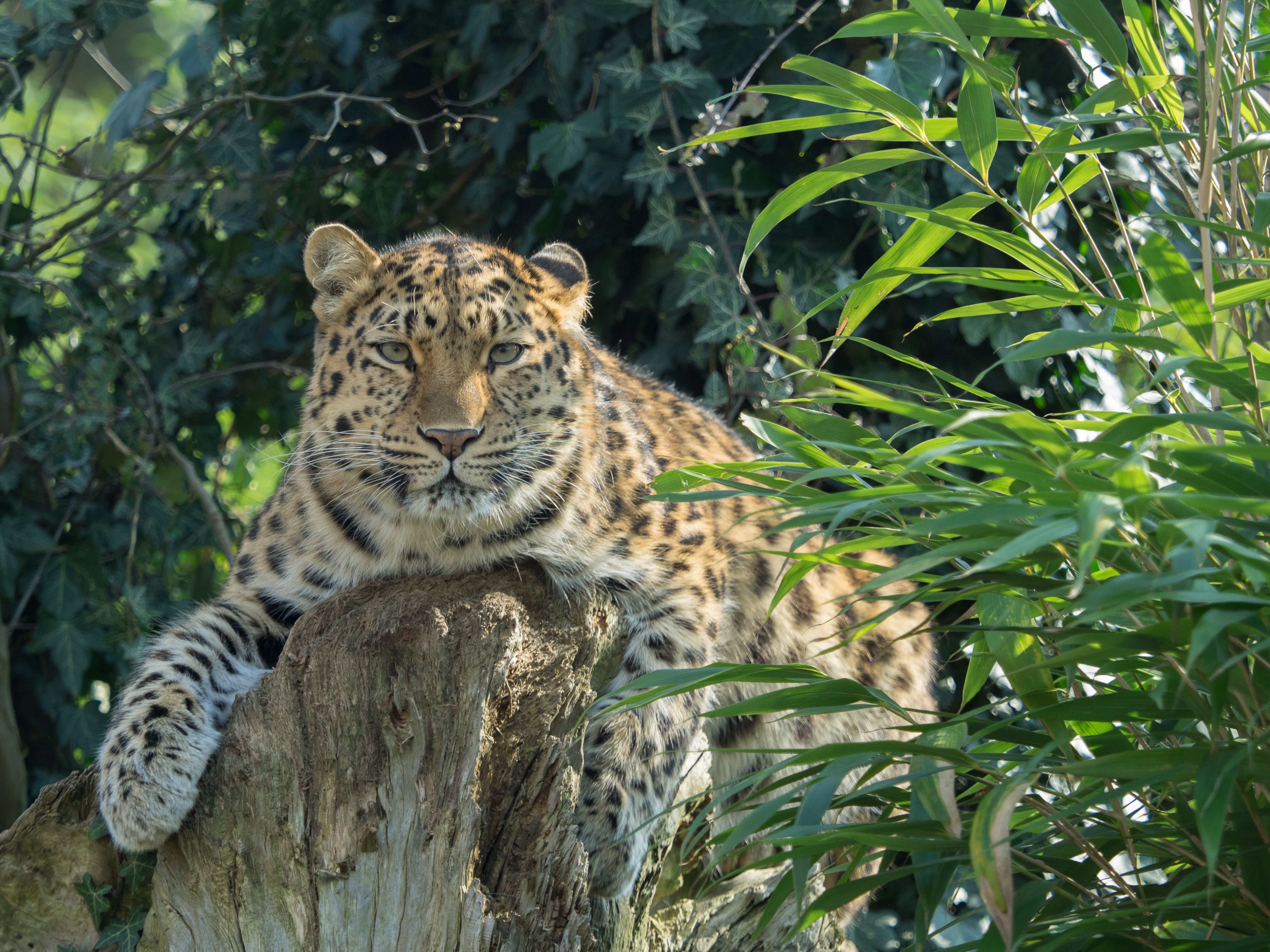
Amurleopard
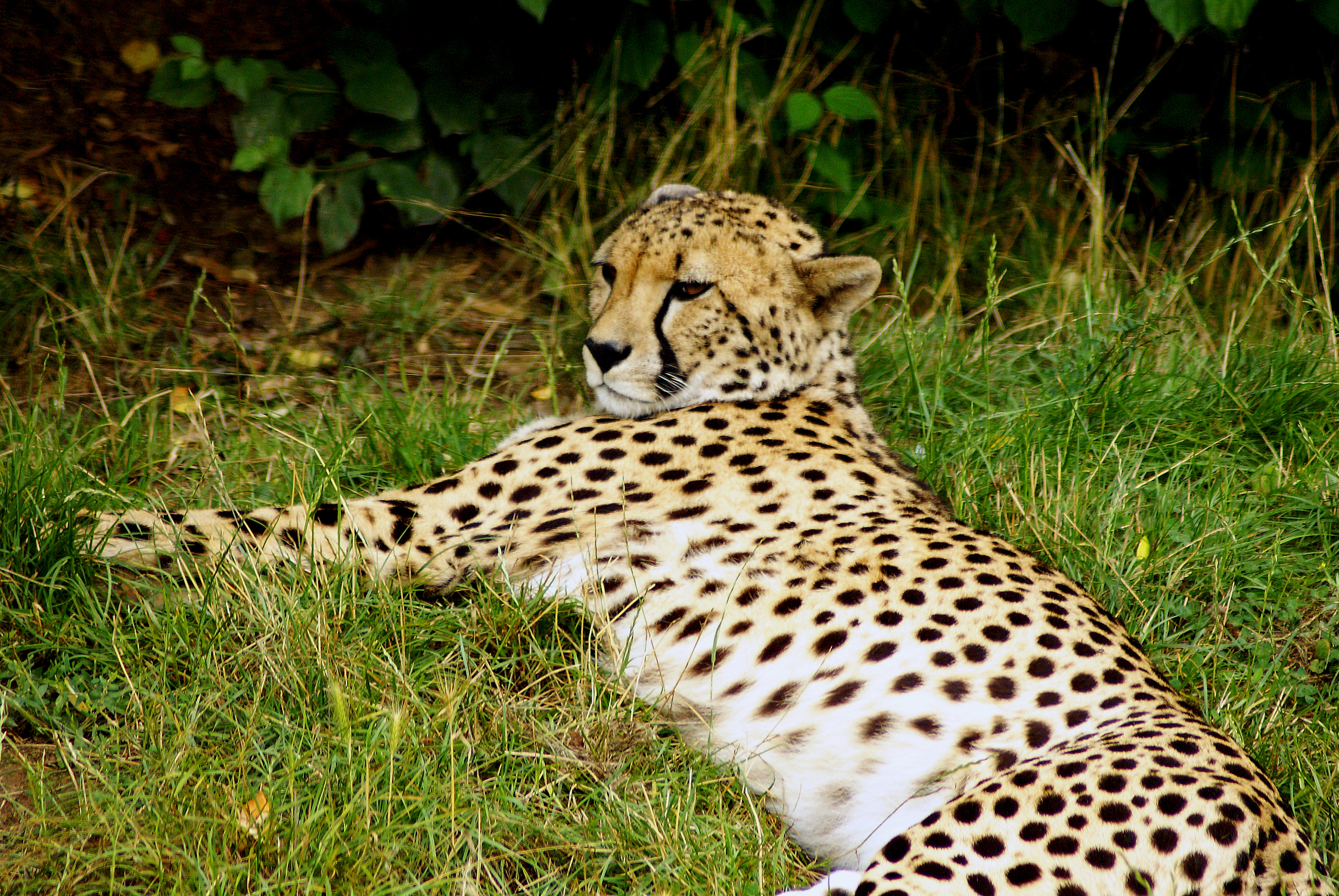
Gepard
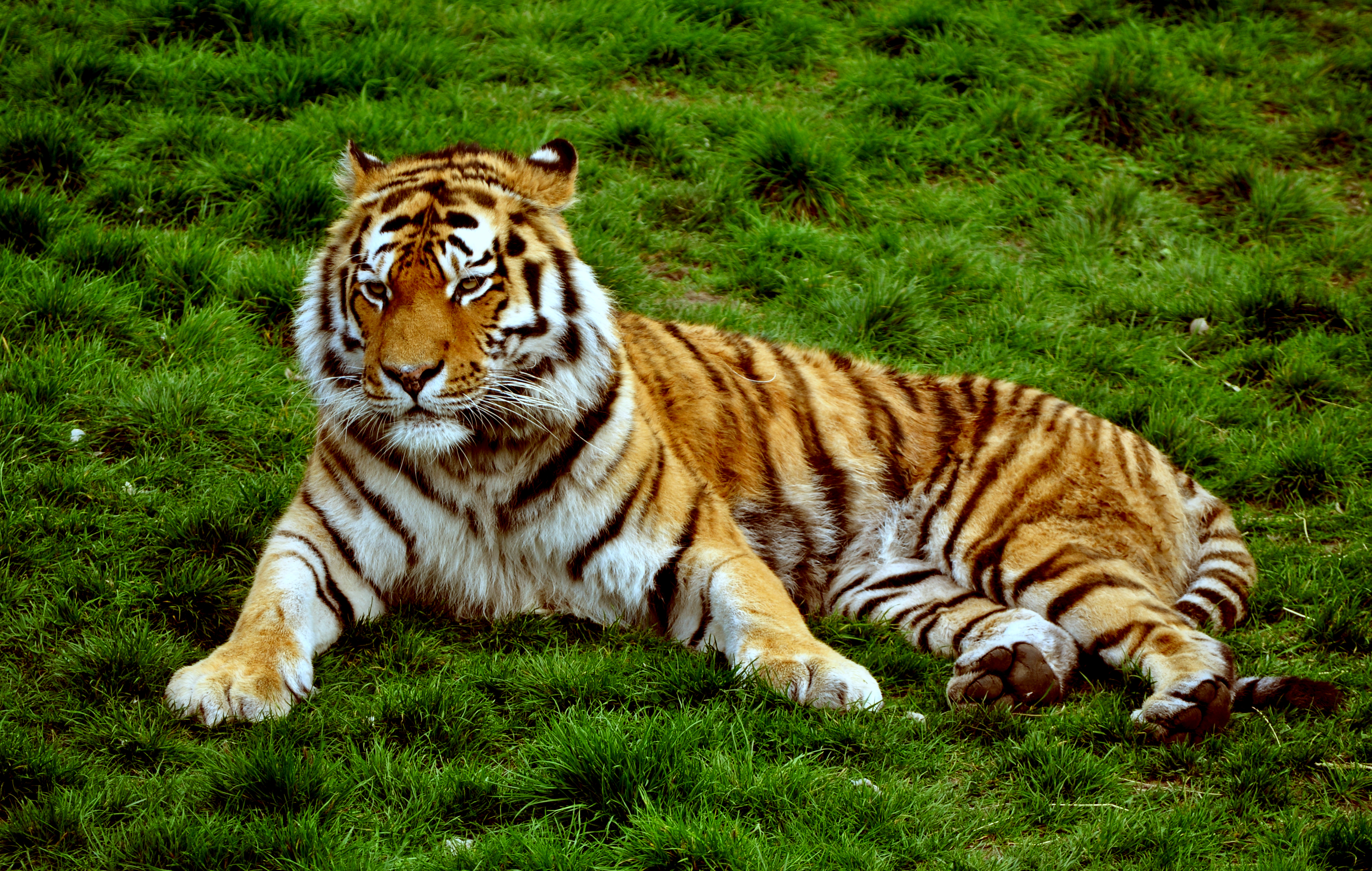
Sibirischer Tiger
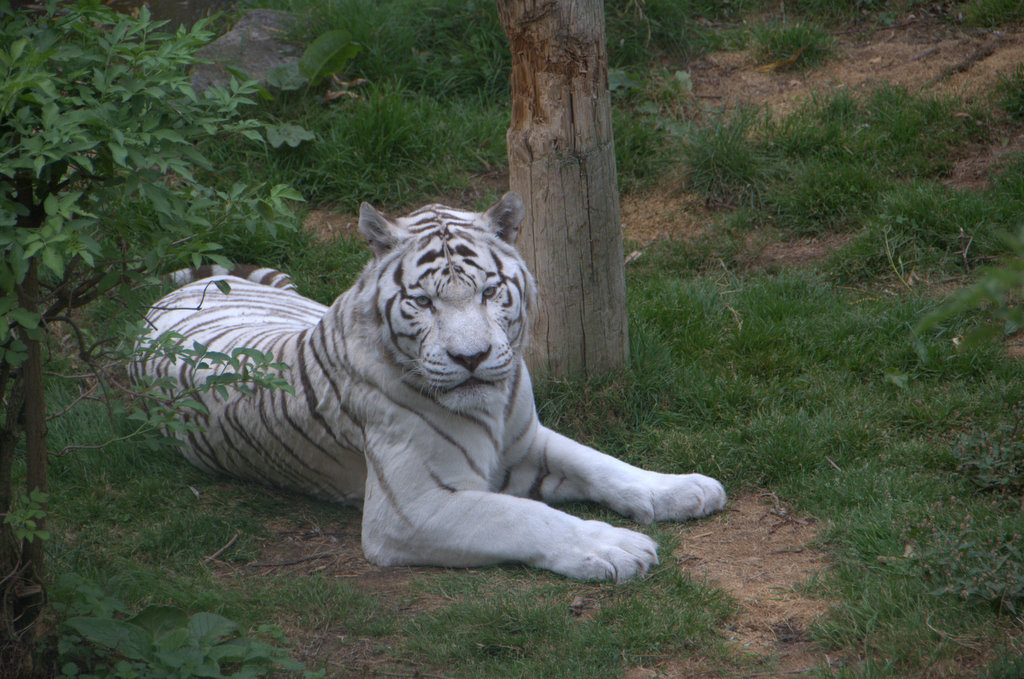
Weißer Königstiger
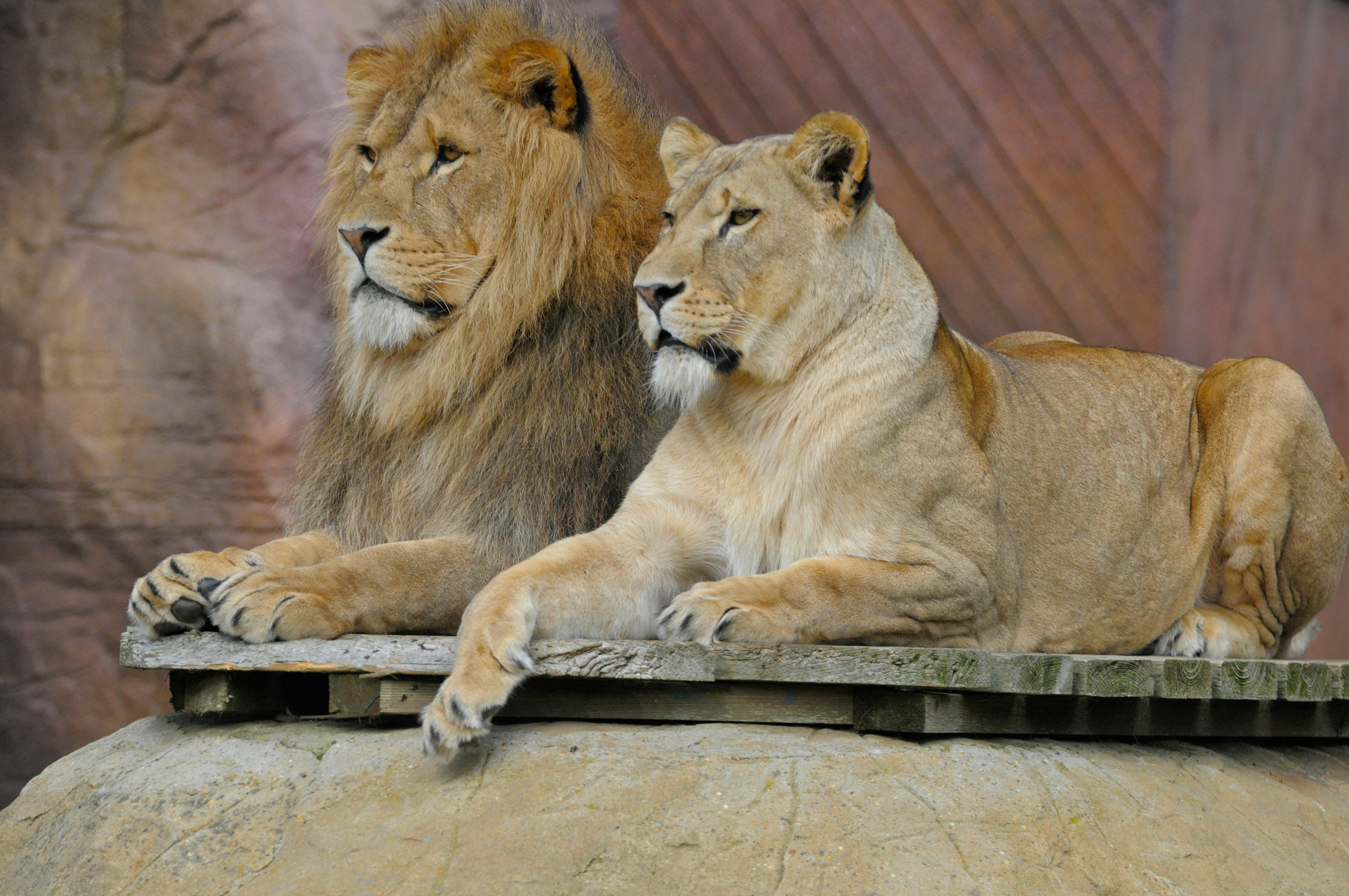
Löwenpärchen